# Lin Sen
Lin Sen (chino: 林森, pinyin: Lin Sen, 16 de marzo de 1868-1 de agosto de 1943), nombre de la cortesía Zichao (子 超), sobrenombre Changren (長 仁), fue el presidente del Gobierno Nacional de China desde 1931 hasta su muerte.

## Biografía

### Primeros años
Nacido en una familia de clase media en municipio de Shangán (en chino tradicional, 尚 幹 鄉), condado de Minhou (en chino tradicional, 閩侯 縣), Fujian, Lin lo educado por misioneros estadounidenses. Más tarde trabajó en la Oficina de Telegramas de Taipéi, Taiwán en 1884. Después de la primera guerra sino-japonesa, participó en actividades de guerrilla contra los ocupantes japoneses. Regresó a la parte continental y trabajó en la Oficina de Aduanas de Shanghái en 1902. Más tarde vivió en Hawái y San Francisco.
Allí fue reclutado por el Tongmenghui en 1905, y se convirtió en un organizador en el extranjero para el Kuomintang. Durante la revolución de Xinhai, estuvo a cargo de la revuelta de Jiangxi. Se convirtió en orador del Senado en la Asamblea Nacional. Después de la fallida segunda revolución contra el presidente Yuan Shikai, Lin huyó con Sun Yat-sen a Japón y se unió a su Partido Revolucionario Chino. Fue enviado a los Estados Unidos para recaudar fondos de las sucursales locales del partido. En 1917, Sun a Guangzhou sigue donde sigue siendo su "sesión extraordinaria" durante el Movimiento de Protección Constitucional. Cuando la asamblea desertó al gobierno de Beiyang, él permanece con Sun y más tarde se desempeñó como gobernador de Fujian.
Lin era miembro del grupo derechista Grupo de colinas occidentales con sede en Shanghái. El grupo que se formó en Beijing poco después de la muerte de Sun en 1925. Llamaron a un congreso del partido para expulsar a los comunistas y declarar la revolución social por ser incompatible con la revolución nacional del KMT. El partido se adelantó a esta facción y al congreso congresional de los líderes de Colinas Occidentales y suspendió la membresía de los seguidores. Apoyaron la purga de los comunistas de Chiang Kai-shek en 1927. Lin se levantó para convertirse en el líder de las colinas occidentales.
Como presidente
En 1931, el arresto de Hu Hanmin por parte del presidente Chiang causó un alboroto dentro del partido y el ejército. Lin y otros funcionarios de alto rango pidieron la destitución de Chiang. Chiang renunció el 15 de diciembre. Lin fue nombrado en su lugar como presidente y confirmado como presidente el 1 de enero de 1932. Fue elegido como un signo de personal. respetó y sostuvo pocos poderes ya que el KMT quería evitar una repetición del gobierno de Chiang. Nunca usó el Palacio Presidencial, que Chiang continuó residiendo, y prefirió su modesta casa cerca del mausoleo de Sun Yat-sen. La influencia de Chiang fue restaurada después de la Batalla de Shanghái (1932) cuando los grandes del partido se dieron cuenta de su necesidad.
En 1934 la revista Time lo llamó "presidente títere Lin", y cuando había una charla de Chiang Kai-shek en una "conferencia secreta de los líderes del gobierno" de la concesión del presidente de China, las potencias reales, insinuando hizo Chiang algo entretenido la idea de tomar la Presidencia misma, ya que Chiang tenía el poder real mientras que la posición de Lin se describía como "clase de títere". 
A pesar de que tenía poca influencia en las políticas públicas, Lin era muy respetado por el público en cuanto a augusto anciano que estaba por encima de la política. Su falta de ambición política, corrupción y nepotismo era un rasgo extremadamente raro. Prestó dignidad y estabilidad a una oficina mientras que otras instituciones estatales estaban en caos.
Un viudo, Lin utilizó su posición para promover la monogamia y el concubinato combate que wurde un delito punible en 1935. En consecuencia, pidió una solución pacífica Cuando Chiang, que secuestró durante el Incidente de Xi'an. La unidad nacional fue algo estresado con Japón se deterioró aún más.
Cuando la segunda guerra sino-japonesa entró en pleno apogeo en 1937, se trasladó a la capital de guerra de Chongqing. Legalizó el uso civil de la guerra de guerrillas, pero esto era solo una formalidad, ya que ya era una práctica generalizada. Despreció todas las ofertas para desertar y colaborar con el gobierno títere japonés.
- Datos: Q705872
- Multimedia: Lin Sen / Q705872